# Marcilly-en-Gault
Marcilly-en-Gault é uma comuna francesa na região administrativa do Centro, no departamento Loir-et-Cher. Estende-se por uma área de 50,13 km². Em 2010 a comuna tinha 744 habitantes (densidade: 14,8 hab./km²).